# Nacogdoches
Nacogdoches (en anglais [ˌnæːkə̆ˈdoʊtʃɪs]) est une ville du Texas, siège d'un comté de même nom, dont le centre se trouve sur une presqu'île formée par les rivières Lanana et Banita, à 300 kilomètres au nord-est d'Austin.

## Personnalités liées à la ville
- Ernie Fields y est né le 28 août 1904, et était un musicien des années 1940 et 1950

- Clint Dempsey y est né le 9 mars 1983, et est un joueur international américain de soccer
- Brandon Belt y est né le 20 avril 1988, et est un joueur de premier but des Giants de San Francisco de la Ligue majeure de baseball

## Source
Cet article comprend des extraits du Dictionnaire Bouillet. Il est possible de supprimer cette indication, si le texte reflète le savoir actuel sur ce thème, si les sources sont citées, s'il satisfait aux exigences linguistiques actuelles et s'il ne contient pas de propos qui vont à l'encontre des règles de neutralité de Wikipédia.